# Ichthyovenator
Ichthyovenator ("caçador de peixe") é um gênero de dinossauro da família Spinosauridae. A espécie-tipo é denominada Ichthyovenator laosensis. Seus restos fósseis foram encontrados na Formação Grès supérieurs, província de Savannakhet, Laos e data do Cretáceo Inferior, mais precisamente do  estágio Albiano.
A amostra do holótipo é estimada em ter entre 8,5 a 10,5 metros de comprimento e pesar 2,4 toneladas. Os dentes do Ichthyovenator eram retos e cônicos, e seu pescoço lembrava o do gênero Sigilmassasaurus intimamente relacionado. Como outros em sua família, o Ichthyovenator tinha espinhos neurais altos que formavam uma vela em suas costas. Ao contrário de outros espinossaurídeos conhecidos, a vela do Ichthyovenator tinha uma forma sinusoidal (em forma de onda) que se curvava para baixo sobre os quadris e se dividia em duas velas separadas. A cintura pélvica foi reduzida; o ílio - a parte superior do corpo da pelve - era proporcionalmente mais longo que o púbis e o ísquio do que em outros dinossauros terópodes conhecidos. Ichthyovenator foi inicialmente pensado para pertencer à subfamília Baryonychinae, mas análises mais recentes colocam-no como um membro primitivo dos Spinosaurinae.
Como um espinossauro, Ichthyovenator teria um focinho longo e raso e membros anteriores robustos. Sua dieta provavelmente consistia principalmente de presas aquáticas, daí sua etimologia. Os espinossaurídeos também são conhecidos por terem comido pequenos dinossauros e pterossauros, além de peixes. A vela conspícua de Ichthyovenator pode ter sido usada para cortejo sexual ou reconhecimento de espécies. Evidências fósseis sugerem que os espinossaurídeos, especialmente os espinossaurinos, foram adaptados para estilos de vida semiaquáticos. As espinhas vertebrais da cauda de Ichthyovenator eram extraordinariamente altas, sugerindo - como nos crocodilianos de hoje - que a cauda pode ter ajudado na natação. Ichthyovenator viveu ao lado de dinossauros saurópodes e ornitópodes, bem como bivalves, peixes e tartarugas.

## Descoberta e nomeação

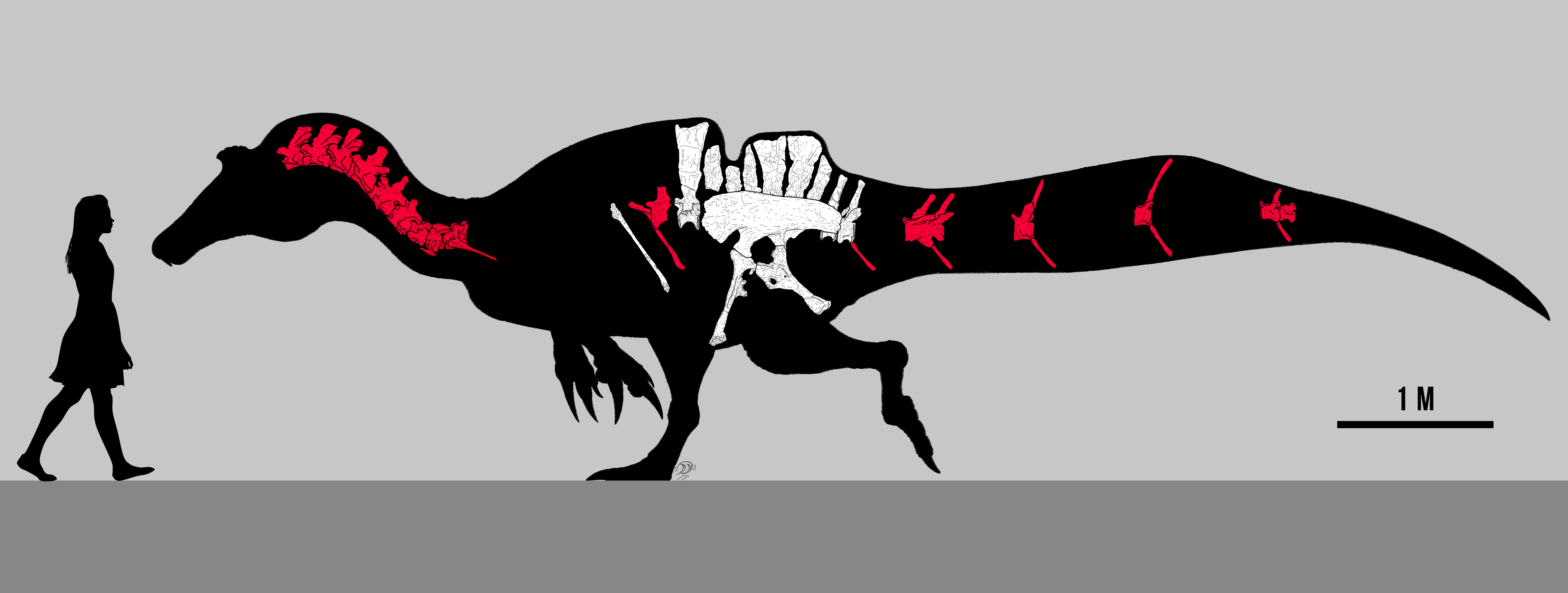
Comparação do Ichthyovenator laosensis com um humano.

Os primeiros fósseis de Ichthyovenator foram encontrados em 2010 em Ban Kalum, na Formação Grès supérieurs da Bacia de Savannakhet, na província homônima de Laos. Esses ossos fossilizados foram recuperados de uma camada de arenito vermelho em uma área de superfície de menos de dois metros quadrados. Designados sob os números de amostra MDS BK10-01 a 15, eles consistem em um esqueleto parcialmente articulado e bem preservado, sem o crânio e os membros, e incluindo a terceira à última vértebra dorsal (costas), a coluna neural da última dorsal vértebra, cinco vértebras sacrais parciais (quadril), as duas primeiras vértebras caudais (cauda), ambos os ílios (ossos principais do quadril), um púbis direito (osso púbico), ambos os ísquios (ossos do quadril inferior e posterior) e uma costela dorsal posterior. A décima segunda coluna dorsal é dobrada para os lados quando vista de frente para trás devido à distorção tafonômica. O centro (corpos vertebrais) dos sacrais está em grande parte incompleto devido à erosão, mas preservou todos os seus espinhos acompanhantes com suas bordas superiores intactas. Na época da descrição do Ichthyovenator, as escavações no local ainda estavam em andamento.

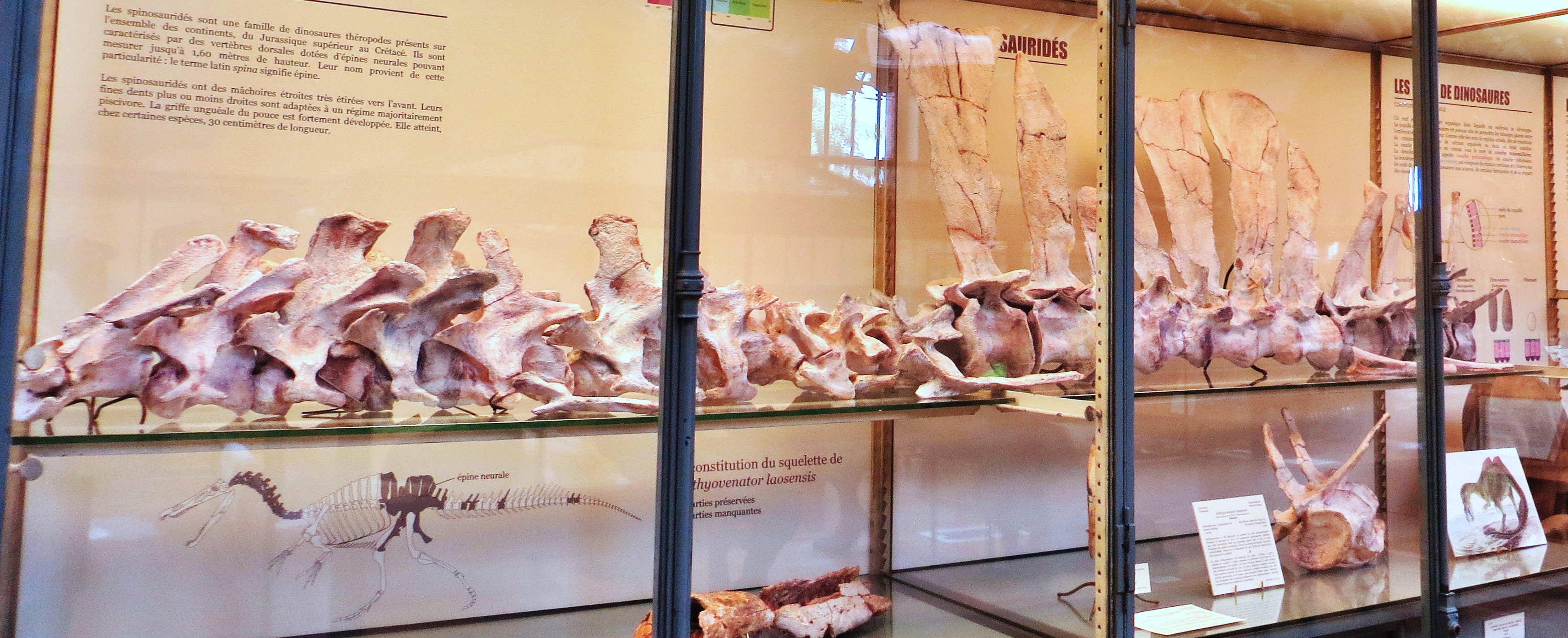
Moldes das vértebras no Museu Nacional de História Natural (França)

Após passar pela preparação em 2011, o esqueleto foi usado como base, ou holótipo, para a espécie-tipo Ichthyovenator laosensis, que foi nomeada e descrita em 2012 pelos paleontólogos Ronan Allain, Tiengkham Xeisanavong, Philippe Richir e Bounsou Khentavong. O nome genérico é derivado da palavra grega antiga ἰχθύς (ichthys), "peixe", e da palavra latina venator, "caçador", em referência ao seu provável estilo de vida piscívoro (comedor de peixe). O nome específico refere-se à sua proveniência do Laos. Ichthyovenator é o terceiro dinossauro espinossaurídeo da Ásia depois do gênero tailandês Siamosaurus em 1986 e da espécie chinesa Sinopliosaurus" fusuiensis em 2009.  Este último pode representar o mesmo animal que o Siamosaurus. Em 2014, Allain publicou um artigo de conferência sobre Ichthyovenator; o resumo indicou que restos adicionais do indivíduo original foram encontrados após escavações continuadas em 2012. Esses restos incluem três dentes, o púbis esquerdo e muitas vértebras, incluindo um pescoço quase completo, a primeira vértebra dorsal e mais sete vértebras caudais. Algumas dessas vértebras adicionais foram comparadas com as de outros espinossaurídeos em um artigo de 2015 do paleontólogo alemão Serjoscha Evers e colegas, no qual eles notaram semelhanças com as vértebras do espinossauroide africano Sigilmassasaurus.

## Descrição

Tamanho de diversos membros da família Spinosauridae

Em 2016, Gregory S. Paul estimou que o Ichthyovenator tinha aproximadamente 8,5 metros de comprimento e pesava 2 toneladas. No mesmo ano, Rubén Molina-Pérez e Asier Larramendi deram uma estimativa de 10,5 m de comprimento, 2,95 m de altura nos quadris e 2,4 t em peso.

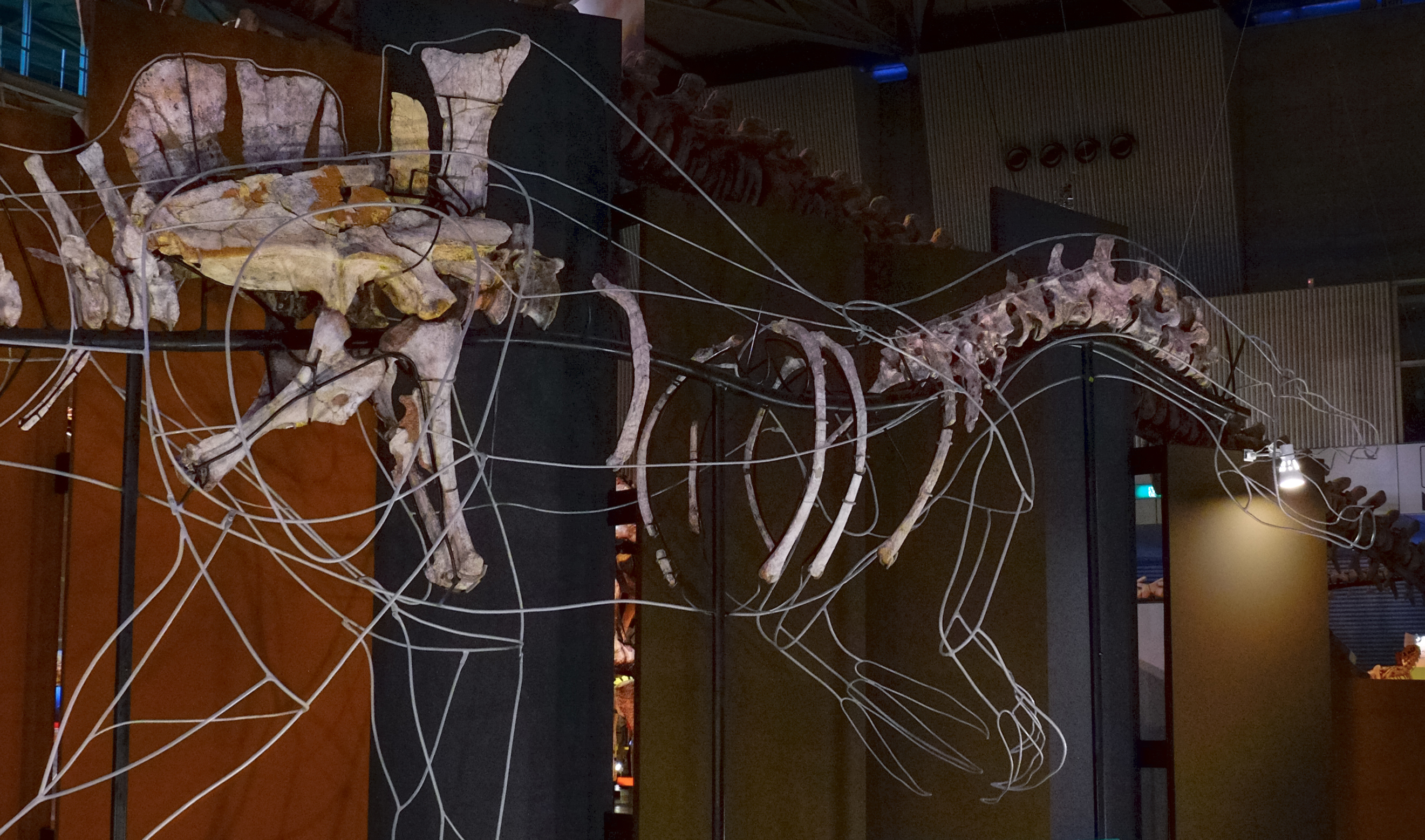
Esqueleto montado e exposto no Museu de História Natural de Tóquio, Japão.

Os dentes do Ichthyovenator eram cônicos, retos e sem serrilhados. As bordas frontais dos dentes superior e dentário eram evidentes na base da coroa do dente. As superfícies articuladas da frente das vértebras cervicais e dorsais posteriores do Ichthyovenator eram uma vez e meia mais largas do que altas e mais largas do que o comprimento de seu centro. Eles também apresentavam tubérculos frontais robustos (processos para fixação do músculo esquelético) e não tinham lâminas de dorso (placas ósseas), o que resultou em suas fossas de espinhas (depressões) tendo as faces inferiores abertas. A primeira vértebra dorsal tinha processos transversos extensos (projeções em forma de asa que se articulam com as costelas), bem como escavações profundas na frente e atrás de sua base que foram preenchidas por sacos de ar em vida. As parapófises (processos que se articulam com o capítulo das costelas) aumentaram de altura desde as cervicais posteriores até a primeira dorsal; sua parte inferior permaneceu em contato com a borda inferior frontal do centro. Isso é diferente da condição na maioria dos terópodes, em que a parapófise se desloca em direção ao topo da vértebra durante a transição das vértebras cervicais para as dorsais. Todos esses recursos também estavam presentes no Sigilmassasaurus. As vértebras cervicais médias do Icthyovenator tinham um centro alongado, um pouco mais largo do que alto, que se tornou progressivamente mais curto na parte posterior do pescoço, bem como quilhas bem desenvolvidas em suas superfícies inferiores, características que eram compartilhadas com os espinossaurídeos Baryonyx, Suchomimus, Sigilmassasaurus , e Vallibonavenatrix. As espinhas neurais cervicais de Ichthyovenator eram mais altas do que em Sigilmassasaurus e Baryonyx, mas compartilhavam a forma de lâmina com aqueles dois táxons na região cervical média. A costela dorsal holótipo, que foi encontrada perto da décima segunda vértebra dorsal, tinha uma cabeça típica das costelas de outros terópodes de tamanho moderado a grande. A haste da costela formou um semicírculo. A extremidade inferior da costela foi ligeiramente expandida para os lados e para a frente e para trás. Essa condição, que difere das pontas afiladas e pontiagudas vistas nas costelas de outros terópodes, sugere as costelas dorsais posteriores articuladas com o complexo do esterno (osso do peito).

## Classificação

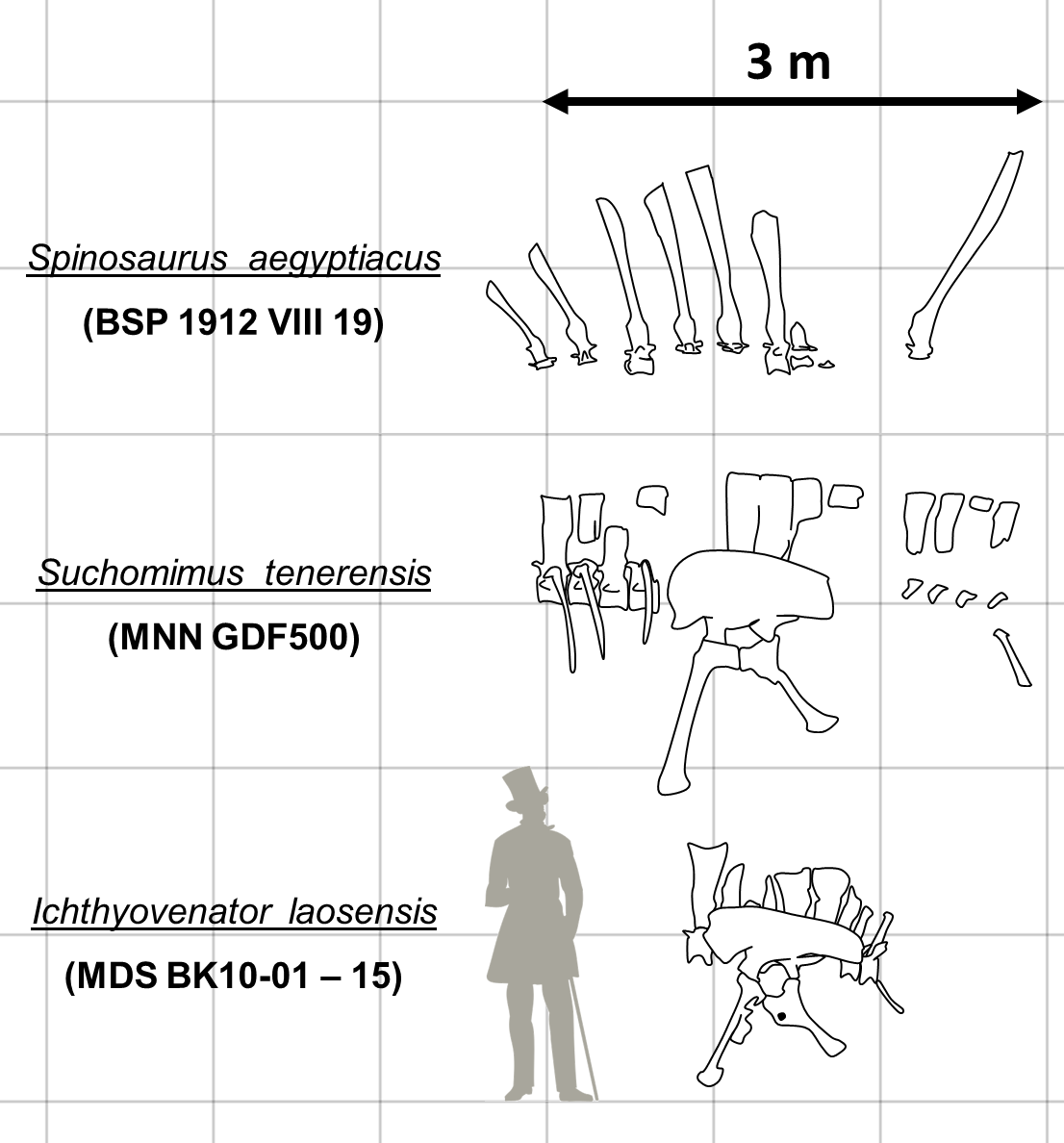
Comparação das "velas" dos espinossaurídeos Suchomimus, Spinosaurus e Ichthyovenator

Em 2012, os descritores do Ichthyovenator estabeleceram os traços derivados exclusivos do gênero: sua vela sinusoidal dorsal e sacral; a décima terceira espinha neural dorsal sendo 410% do comprimento do centro e seu processo distinto em forma de dedo em seu canto superior frontal; as pontas largas e expandidas da terceira e quarta espinhas sacrais; as fossas pré-zigapofisárias e centrodiapofisárias profundas da primeira vértebra caudal e processos transversos em forma de S em vista superior; e a maior proporção de comprimento entre o ílio e o púbis que o acompanha do que em qualquer outro terópode conhecido. Allain e colegas também identificaram algumas características anatômicas que são únicas entre outros terópodes tetanuranos conhecidos, incluindo as costelas dorsais traseiras articulando-se com o complexo esternal, o corpo principal do púbis tendo aberturas obturadoras e púbicas e o ísquio tendo um forame em sua extremidade superior e um eixo que foi achatado lateralmente. O encolhimento do púbis e ísquio em relação à pelve foi observado em coelurossauros basais e alosauroides, que os descritores atribuíram à evolução do mosaico: a evolução de certas características anatômicas em diferentes momentos em espécies separadas.
Allain e sua equipe consideraram Ichthyovenator como representante do primeiro espinossaurídeo inequívoco da Ásia. Embora os espinossaurídeos anteriores tenham sido nomeados do continente - incluindo Siamosaurus da Formação San Khua. do estágio Barremiano da Tailândia e "Sinopliosaurus" fusuiensis da Formação Xinlong, do estágio Aptiano da China - os autores observaram que os paleontólogos debateram a validade desses taxa porque eles só são conhecidos com segurança em dentes isolados . Os paleontólogos brasileiros Marcos Sales e Caesar Schultz sugeriram que esses dentes podem eventualmente ser atribuídos a espinossaurídeos semelhantes ao Ichthyovenator. Além de fósseis de dentes, um esqueleto de espinossaurídeo que possivelmente pertence ao Siamosaurus foi escavado da Formação Khok Kruat Thai em 2004 e foi identificado como um espinossauro definitivo em um resumo de conferência de 2008 por Angela Milner e colegas, oito anos antes do Ichthyovenator descrição.

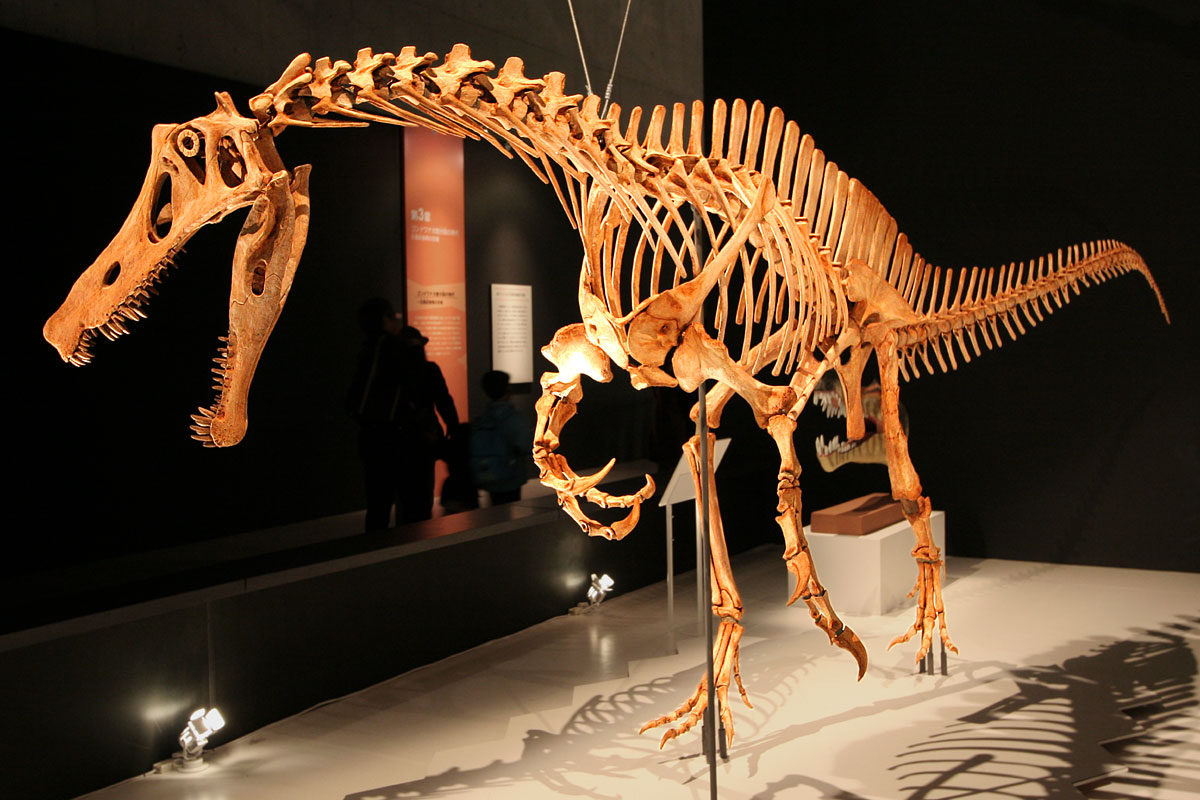
Esqueleto reconstruído do espinossaurino Irritator, montado no Museu Nacional de Ciência do Japão, Tóquio

Em 2012, Allain e colegas atribuíram Ichthyovenator aos Spinosauridae; mais precisamente para a subfamília Baryonychinae em uma posição basal como o táxon irmão de um clado formado por Baryonyx e Suchomimus. No resumo de 2014 de Allain, ele encontrou Ichthyovenator como pertencente aos Spinosaurinae, devido à falta de serrilhas em seus dentes e às semelhanças de suas vértebras com as do Sigilmassasaurus. Em uma análise filogenética feita por Evers e colegas em 2015, eles sugeriram que a presença aparente de características de barioniquina e espinossauro em Ichthyovenator significa que a distinção entre as duas subfamílias pode não ser tão clara como se pensava anteriormente. Em 2017, o paleontólogo americano Mickey Mortimer informalmente hipotetizou o Ichthyovenator pode ter sido um dinossauro carcarodontossaurídeo com dorso de vela intimamente relacionado ao Concavenator, em vez de um espinossaurídeo. Mortimer considerou o Ichthyovenator como incertae sedis (de afinidade taxonômica incerta) dentro do clado Orionides, enquanto se aguarda a descrição do novo material, que ela afirma provavelmente confirmará a identidade dos espinossaurídeos do Ichthyovenator. Uma análise de 2017 feita por Sales e Schultz questionou a validade do clado Baryonychinae, citando a morfologia dos espinossaurídeos brasileiros Irritator e Angaturama, e sugerindo que eles podem ter sido formas de transição entre os membros deste clado anteriores e os membros de Spinosaurinae posteriores. Os autores afirmaram que, com pesquisas adicionais, o Baryonychinae pode ser considerado um agrupamento parafilético (não natural). A classificação de espinossauros do Ichthyovenator foi apoiada por Thomas Arden e colegas em 2018, que a resolveram como um membro basal do grupo devido à sua vela dorsal alta. Seu cladograma pode ser visto abaixo:
|  | Baryonyx walkeri      |
|  |                       |
|  | Suchomimus tenerensis |
|  |                       |

|              | Irritator challengeri |
|              | |
|              | Oxalaia quilombensis |
|              | |
| Spinosaurini | \| \| Táxon de Gara Samani \| \| \| \| \| \| Sigilmassasaurus brevicollis \| \| \| \| \| \| Spinosaurus aegyptiacus \| \| \| \| |
|              | \| \| Táxon de Gara Samani \| \| \| \| \| \| Sigilmassasaurus brevicollis \| \| \| \| \| \| Spinosaurus aegyptiacus \| \| \| \| |
|              | Táxon de Gara Samani |
|              | |
|              | Sigilmassasaurus brevicollis |
|              | |
|              | Spinosaurus aegyptiacus |
|              | |

|  | Táxon de Gara Samani         |
|  |                              |
|  | Sigilmassasaurus brevicollis |
|  |                              |
|  | Spinosaurus aegyptiacus      |
|  |                              |

|              | Irritator challengeri |
|              | |
|              | Oxalaia quilombensis |
|              | |
| Spinosaurini | \| \| Táxon de Gara Samani \| \| \| \| \| \| Sigilmassasaurus brevicollis \| \| \| \| \| \| Spinosaurus aegyptiacus \| \| \| \| |
|              | \| \| Táxon de Gara Samani \| \| \| \| \| \| Sigilmassasaurus brevicollis \| \| \| \| \| \| Spinosaurus aegyptiacus \| \| \| \| |
|              | Táxon de Gara Samani |
|              | |
|              | Sigilmassasaurus brevicollis |
|              | |
|              | Spinosaurus aegyptiacus |
|              | |

|  | Táxon de Gara Samani         |
|  |                              |
|  | Sigilmassasaurus brevicollis |
|  |                              |
|  | Spinosaurus aegyptiacus      |
|  |                              |

|              | Irritator challengeri |
|              | |
|              | Oxalaia quilombensis |
|              | |
| Spinosaurini | \| \| Táxon de Gara Samani \| \| \| \| \| \| Sigilmassasaurus brevicollis \| \| \| \| \| \| Spinosaurus aegyptiacus \| \| \| \| |
|              | \| \| Táxon de Gara Samani \| \| \| \| \| \| Sigilmassasaurus brevicollis \| \| \| \| \| \| Spinosaurus aegyptiacus \| \| \| \| |
|              | Táxon de Gara Samani |
|              | |
|              | Sigilmassasaurus brevicollis |
|              | |
|              | Spinosaurus aegyptiacus |
|              | |

|  | Táxon de Gara Samani         |
|  |                              |
|  | Sigilmassasaurus brevicollis |
|  |                              |
|  | Spinosaurus aegyptiacus      |
|  |                              |

|              | Irritator challengeri |
|              | |
|              | Oxalaia quilombensis |
|              | |
| Spinosaurini | \| \| Táxon de Gara Samani \| \| \| \| \| \| Sigilmassasaurus brevicollis \| \| \| \| \| \| Spinosaurus aegyptiacus \| \| \| \| |
|              | \| \| Táxon de Gara Samani \| \| \| \| \| \| Sigilmassasaurus brevicollis \| \| \| \| \| \| Spinosaurus aegyptiacus \| \| \| \| |
|              | Táxon de Gara Samani |
|              | |
|              | Sigilmassasaurus brevicollis |
|              | |
|              | Spinosaurus aegyptiacus |
|              | |

|  | Táxon de Gara Samani         |
|  |                              |
|  | Sigilmassasaurus brevicollis |
|  |                              |
|  | Spinosaurus aegyptiacus      |
|  |                              |

|              | Irritator challengeri |
|              | |
|              | Oxalaia quilombensis |
|              | |
| Spinosaurini | \| \| Táxon de Gara Samani \| \| \| \| \| \| Sigilmassasaurus brevicollis \| \| \| \| \| \| Spinosaurus aegyptiacus \| \| \| \| |
|              | \| \| Táxon de Gara Samani \| \| \| \| \| \| Sigilmassasaurus brevicollis \| \| \| \| \| \| Spinosaurus aegyptiacus \| \| \| \| |
|              | Táxon de Gara Samani |
|              | |
|              | Sigilmassasaurus brevicollis |
|              | |
|              | Spinosaurus aegyptiacus |
|              | |

|  | Táxon de Gara Samani         |
|  |                              |
|  | Sigilmassasaurus brevicollis |
|  |                              |
|  | Spinosaurus aegyptiacus      |
|  |                              |

|              | Irritator challengeri |
|              | |
|              | Oxalaia quilombensis |
|              | |
| Spinosaurini | \| \| Táxon de Gara Samani \| \| \| \| \| \| Sigilmassasaurus brevicollis \| \| \| \| \| \| Spinosaurus aegyptiacus \| \| \| \| |
|              | \| \| Táxon de Gara Samani \| \| \| \| \| \| Sigilmassasaurus brevicollis \| \| \| \| \| \| Spinosaurus aegyptiacus \| \| \| \| |
|              | Táxon de Gara Samani |
|              | |
|              | Sigilmassasaurus brevicollis |
|              | |
|              | Spinosaurus aegyptiacus |
|              | |

|  | Táxon de Gara Samani         |
|  |                              |
|  | Sigilmassasaurus brevicollis |
|  |                              |
|  | Spinosaurus aegyptiacus      |
|  |                              |

|              | Irritator challengeri |
|              | |
|              | Oxalaia quilombensis |
|              | |
| Spinosaurini | \| \| Táxon de Gara Samani \| \| \| \| \| \| Sigilmassasaurus brevicollis \| \| \| \| \| \| Spinosaurus aegyptiacus \| \| \| \| |
|              | \| \| Táxon de Gara Samani \| \| \| \| \| \| Sigilmassasaurus brevicollis \| \| \| \| \| \| Spinosaurus aegyptiacus \| \| \| \| |
|              | Táxon de Gara Samani |
|              | |
|              | Sigilmassasaurus brevicollis |
|              | |
|              | Spinosaurus aegyptiacus |
|              | |

|  | Táxon de Gara Samani         |
|  |                              |
|  | Sigilmassasaurus brevicollis |
|  |                              |
|  | Spinosaurus aegyptiacus      |
|  |                              |

|              | Irritator challengeri |
|              | |
|              | Oxalaia quilombensis |
|              | |
| Spinosaurini | \| \| Táxon de Gara Samani \| \| \| \| \| \| Sigilmassasaurus brevicollis \| \| \| \| \| \| Spinosaurus aegyptiacus \| \| \| \| |
|              | \| \| Táxon de Gara Samani \| \| \| \| \| \| Sigilmassasaurus brevicollis \| \| \| \| \| \| Spinosaurus aegyptiacus \| \| \| \| |
|              | Táxon de Gara Samani |
|              | |
|              | Sigilmassasaurus brevicollis |
|              | |
|              | Spinosaurus aegyptiacus |
|              | |

|  | Táxon de Gara Samani         |
|  |                              |
|  | Sigilmassasaurus brevicollis |
|  |                              |
|  | Spinosaurus aegyptiacus      |
|  |                              |

|  | Baryonyx walkeri      |
|  |                       |
|  | Suchomimus tenerensis |
|  |                       |

|              | Irritator challengeri |
|              | |
|              | Oxalaia quilombensis |
|              | |
| Spinosaurini | \| \| Táxon de Gara Samani \| \| \| \| \| \| Sigilmassasaurus brevicollis \| \| \| \| \| \| Spinosaurus aegyptiacus \| \| \| \| |
|              | \| \| Táxon de Gara Samani \| \| \| \| \| \| Sigilmassasaurus brevicollis \| \| \| \| \| \| Spinosaurus aegyptiacus \| \| \| \| |
|              | Táxon de Gara Samani |
|              | |
|              | Sigilmassasaurus brevicollis |
|              | |
|              | Spinosaurus aegyptiacus |
|              | |

|  | Táxon de Gara Samani         |
|  |                              |
|  | Sigilmassasaurus brevicollis |
|  |                              |
|  | Spinosaurus aegyptiacus      |
|  |                              |

|              | Irritator challengeri |
|              | |
|              | Oxalaia quilombensis |
|              | |
| Spinosaurini | \| \| Táxon de Gara Samani \| \| \| \| \| \| Sigilmassasaurus brevicollis \| \| \| \| \| \| Spinosaurus aegyptiacus \| \| \| \| |
|              | \| \| Táxon de Gara Samani \| \| \| \| \| \| Sigilmassasaurus brevicollis \| \| \| \| \| \| Spinosaurus aegyptiacus \| \| \| \| |
|              | Táxon de Gara Samani |
|              | |
|              | Sigilmassasaurus brevicollis |
|              | |
|              | Spinosaurus aegyptiacus |
|              | |

|  | Táxon de Gara Samani         |
|  |                              |
|  | Sigilmassasaurus brevicollis |
|  |                              |
|  | Spinosaurus aegyptiacus      |
|  |                              |

|              | Irritator challengeri |
|              | |
|              | Oxalaia quilombensis |
|              | |
| Spinosaurini | \| \| Táxon de Gara Samani \| \| \| \| \| \| Sigilmassasaurus brevicollis \| \| \| \| \| \| Spinosaurus aegyptiacus \| \| \| \| |
|              | \| \| Táxon de Gara Samani \| \| \| \| \| \| Sigilmassasaurus brevicollis \| \| \| \| \| \| Spinosaurus aegyptiacus \| \| \| \| |
|              | Táxon de Gara Samani |
|              | |
|              | Sigilmassasaurus brevicollis |
|              | |
|              | Spinosaurus aegyptiacus |
|              | |

|  | Táxon de Gara Samani         |
|  |                              |
|  | Sigilmassasaurus brevicollis |
|  |                              |
|  | Spinosaurus aegyptiacus      |
|  |                              |

|              | Irritator challengeri |
|              | |
|              | Oxalaia quilombensis |
|              | |
| Spinosaurini | \| \| Táxon de Gara Samani \| \| \| \| \| \| Sigilmassasaurus brevicollis \| \| \| \| \| \| Spinosaurus aegyptiacus \| \| \| \| |
|              | \| \| Táxon de Gara Samani \| \| \| \| \| \| Sigilmassasaurus brevicollis \| \| \| \| \| \| Spinosaurus aegyptiacus \| \| \| \| |
|              | Táxon de Gara Samani |
|              | |
|              | Sigilmassasaurus brevicollis |
|              | |
|              | Spinosaurus aegyptiacus |
|              | |

|  | Táxon de Gara Samani         |
|  |                              |
|  | Sigilmassasaurus brevicollis |
|  |                              |
|  | Spinosaurus aegyptiacus      |
|  |                              |

|              | Irritator challengeri |
|              | |
|              | Oxalaia quilombensis |
|              | |
| Spinosaurini | \| \| Táxon de Gara Samani \| \| \| \| \| \| Sigilmassasaurus brevicollis \| \| \| \| \| \| Spinosaurus aegyptiacus \| \| \| \| |
|              | \| \| Táxon de Gara Samani \| \| \| \| \| \| Sigilmassasaurus brevicollis \| \| \| \| \| \| Spinosaurus aegyptiacus \| \| \| \| |
|              | Táxon de Gara Samani |
|              | |
|              | Sigilmassasaurus brevicollis |
|              | |
|              | Spinosaurus aegyptiacus |
|              | |

|  | Táxon de Gara Samani         |
|  |                              |
|  | Sigilmassasaurus brevicollis |
|  |                              |
|  | Spinosaurus aegyptiacus      |
|  |                              |

|              | Irritator challengeri |
|              | |
|              | Oxalaia quilombensis |
|              | |
| Spinosaurini | \| \| Táxon de Gara Samani \| \| \| \| \| \| Sigilmassasaurus brevicollis \| \| \| \| \| \| Spinosaurus aegyptiacus \| \| \| \| |
|              | \| \| Táxon de Gara Samani \| \| \| \| \| \| Sigilmassasaurus brevicollis \| \| \| \| \| \| Spinosaurus aegyptiacus \| \| \| \| |
|              | Táxon de Gara Samani |
|              | |
|              | Sigilmassasaurus brevicollis |
|              | |
|              | Spinosaurus aegyptiacus |
|              | |

|  | Táxon de Gara Samani         |
|  |                              |
|  | Sigilmassasaurus brevicollis |
|  |                              |
|  | Spinosaurus aegyptiacus      |
|  |                              |

|              | Irritator challengeri |
|              | |
|              | Oxalaia quilombensis |
|              | |
| Spinosaurini | \| \| Táxon de Gara Samani \| \| \| \| \| \| Sigilmassasaurus brevicollis \| \| \| \| \| \| Spinosaurus aegyptiacus \| \| \| \| |
|              | \| \| Táxon de Gara Samani \| \| \| \| \| \| Sigilmassasaurus brevicollis \| \| \| \| \| \| Spinosaurus aegyptiacus \| \| \| \| |
|              | Táxon de Gara Samani |
|              | |
|              | Sigilmassasaurus brevicollis |
|              | |
|              | Spinosaurus aegyptiacus |
|              | |

|  | Táxon de Gara Samani         |
|  |                              |
|  | Sigilmassasaurus brevicollis |
|  |                              |
|  | Spinosaurus aegyptiacus      |
|  |                              |

|              | Irritator challengeri |
|              | |
|              | Oxalaia quilombensis |
|              | |
| Spinosaurini | \| \| Táxon de Gara Samani \| \| \| \| \| \| Sigilmassasaurus brevicollis \| \| \| \| \| \| Spinosaurus aegyptiacus \| \| \| \| |
|              | \| \| Táxon de Gara Samani \| \| \| \| \| \| Sigilmassasaurus brevicollis \| \| \| \| \| \| Spinosaurus aegyptiacus \| \| \| \| |
|              | Táxon de Gara Samani |
|              | |
|              | Sigilmassasaurus brevicollis |
|              | |
|              | Spinosaurus aegyptiacus |
|              | |

|  | Táxon de Gara Samani         |
|  |                              |
|  | Sigilmassasaurus brevicollis |
|  |                              |
|  | Spinosaurus aegyptiacus      |
|  |                              |

## Paleobiologia

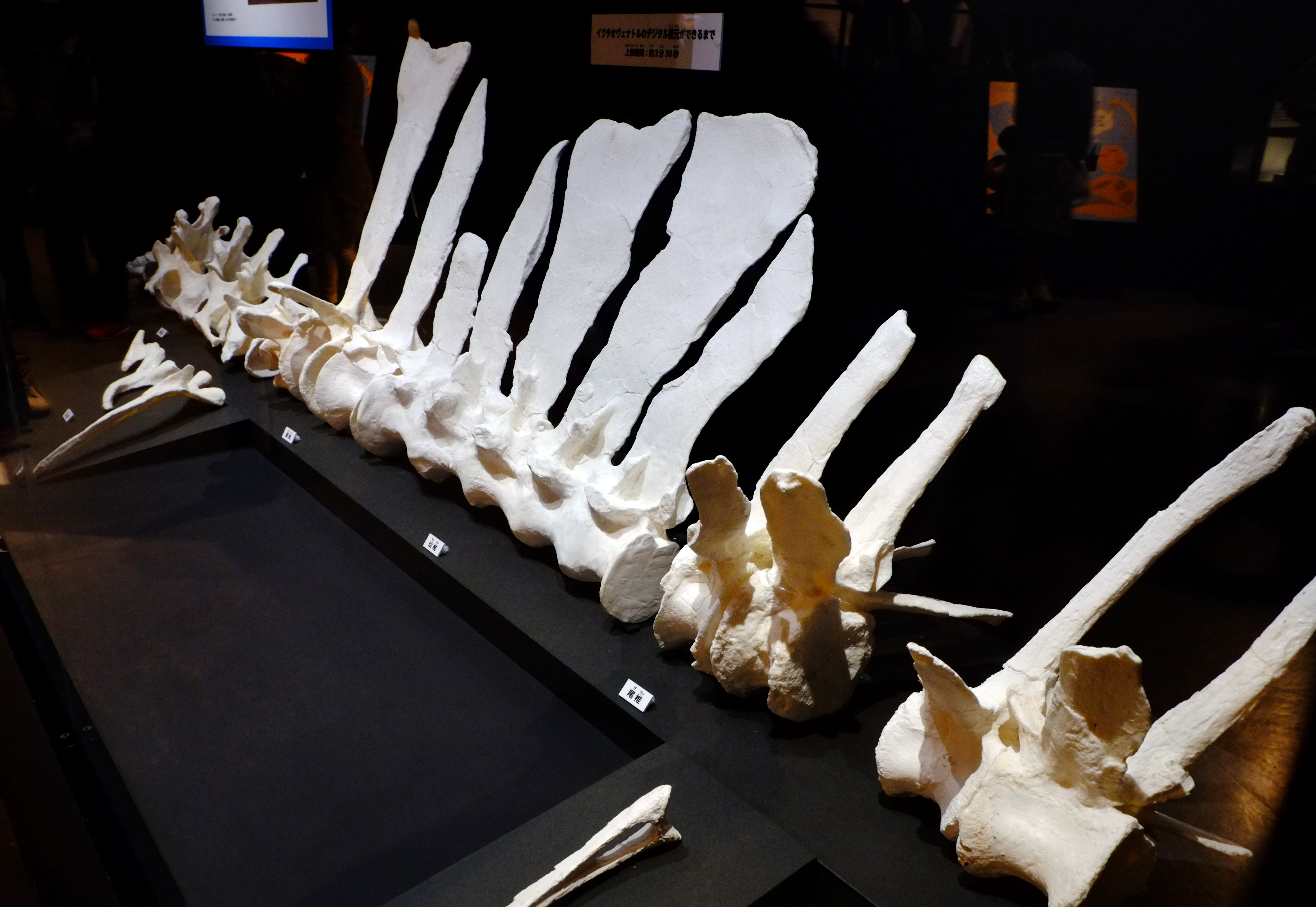
Moldes das vértebras vistas por trás

Embora nenhum resto de crânio tenha sido encontrado para Ichthyovenator, todos os espinossaurídeos conhecidos tinham focinhos alongados, baixos e estreitos que lhes permitiam alcançar longe para obter comida e fechar rapidamente suas mandíbulas de maneira semelhante aos crocodilianos modernos. As pontas das mandíbulas superior e inferior dos espinossaurídeos se espalhavam em forma de roseta que exibia dentes longos, atrás dos quais havia um entalhe na mandíbula superior; isso formou uma armadilha natural para presas. Como os de outros espinossaurídeos, os dentes retos e não serrilhados de Ichthyovenator teriam sido adequados para empalar e capturar pequenos animais e presas aquáticas. Este tipo de morfologia da mandíbula e do dente, que também é observado nos gaviais de hoje e outros predadores comedores de peixes, levou muitos paleontólogos a acreditar que os espinossaurídeos eram em grande parte piscívoros (como implicado pelo nome de Ichthyovenator). Isso também é evidenciado pela descoberta de escamas de peixes Scheenstia na cavidade estomacal de um esqueleto de Baryonyx e um focinho de Spinosaurus que foi encontrado com uma vértebra do peixe esclerorínquido Onchopristis embutido nele. Uma dieta mais generalista também foi proposta para os espinossauros, baseada em fósseis como os ossos de um iguanodontídeo juvenil que também foi encontrado no mesmo espécime de Baryonyx, um dente "irritador" embutido nas vértebras de um pterossauro e coroas de dentes de Siamosaurus que foram encontrados em associação com ossos de dinossauros saurópodes. Portanto, é provável que os espinossaurídeos também fossem catadores ou caçadores de presas maiores. Embora nenhum osso de membro seja conhecido de Ichthyovenator, todos os espinossaurídeos conhecidos tinham braços bem construídos com garras de polegar alargadas, que provavelmente usavam para caçar e processar presas.

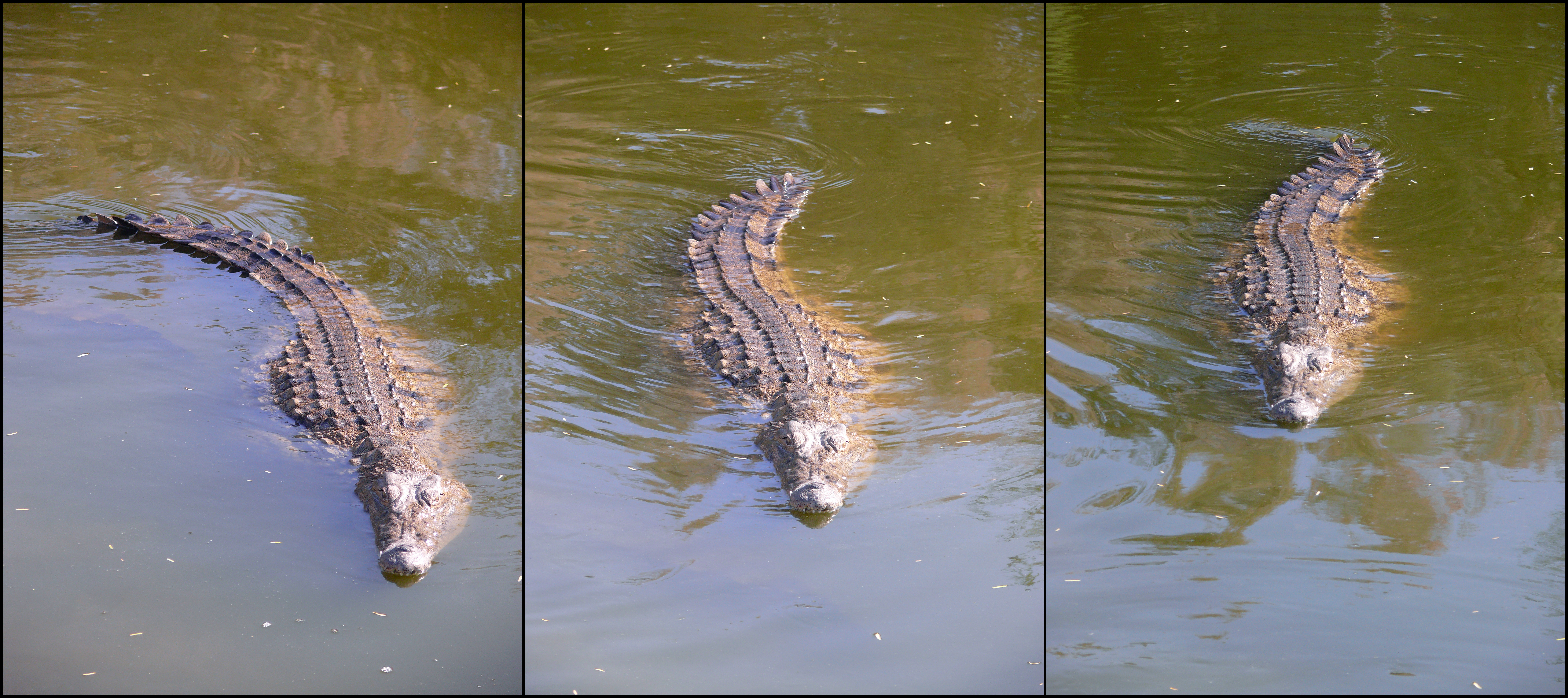
Ichthyovenator pode ter usado sua cauda, que tinha espinhas neurais alongadas, para propulsão através da água, semelhante a crocodilianos como este Crocodilo do Nilo

Muitas funções possíveis, incluindo termorregulação e armazenamento de energia, foram propostas para as velas dos espinossaurídeos. Em 2012, Allain e colegas sugeriram que, considerando a alta diversidade no alongamento da espinha neural observada em dinossauros terópodes, bem como pesquisas histológicas feitas nas velas de sinapsídeos (mamíferos-tronco), a vela sinusoidal do Ichthyovenator pode ter sido usada para exibição de namoro ou para reconhecer membros de sua própria espécie. Em uma postagem no blog de 2013, Darren Naish considerou a última função improvável, favorecendo a hipótese de seleção sexual para a vela de Ichthyovenator porque parece ter evoluído por conta própria, sem parentes muito próximos. Naish também observa que é possível que parentes semelhantes ainda não tenham sido descobertos.
Os espinossaurídeos parecem ter um estilo de vida semiaquático, passando grande parte do tempo perto ou na água, o que foi inferido pela alta densidade de seus ossos dos membros que os tornariam menos flutuantes, e as proporções de isótopos de oxigênio de seus dentes sendo mais próximas daquelas. de restos de animais aquáticos como tartarugas, crocodilianos e hipopótamos do que os de outros terópodes mais terrestres. Adaptações semi-aquáticas parecem ter sido mais desenvolvidas em espinossauros do que nos membros da subfamília Baryonychinae. Arden e colegas em 2018 sugeriram que o encurtamento do púbis e do ísquio de Ichthyovenator em relação ao seu ílio, juntamente com o alongamento das espinhas neurais nas caudas dos primeiros espinossaurídeos, são indicações de que os espinossaurídeos podem ter progressivamente feito mais uso de suas caudas para se impulsionar debaixo d'água. à medida que cresciam mais adaptados a um estilo de vida aquático. Um semelhante, embora mais extremo, encolhimento da cintura pélvica e alongamento das espinhas neurais da cauda, criando uma estrutura semelhante a um remo, foi observado no Spinosaurus, que parece ter sido mais aquático do que qualquer outro dinossauro não-aviano conhecido.